# Gojmir Demšar
Gojmir Demšar, slovenski, pravnik, pianist in glasbeni pedagog, * 21. oktober 1915, Mokronog, † 2012, Trst.
Po končani osnovni šoli v rojstnem kraju in gimnaziji v Ljubljani (1935) je na ljubljanski Pravni fakulteti študiral pravo in študij leta 1940 končal. Glasbo je najprej študital na Glasbeni matici v Ljubljani, nato na glasbenem konservatoriju v Ljubljani, diplomiral pa je iz klavirja na konservatoriju Tartini v Trstu (1950). Najprej je služboval na sodišču v Ljubljani (1941-1942), nato na šoli Glasbene matice v Ljubljani (1943-1945). Po vojni je odšel v Trst in bil vodja slovenskih oddaj radia Trst A, ter istočasno vodja glasbenega oddelka na radiu (1945-1949). Leta 1949 je odšel v Koper za vodjo glasbenega oddelka na tamkajšnem radiu, to delo je opravljal do 1951, ističasno pa je bil tudi ravnatelj Glasbene matice v Trstu (1949-1976), ter poučeval klavir, glasbeno zgodovino in organiziral koncerte ter dvigal slovensko glasbeno življenje na Tržaškem na sodobno raven.
Kot glasbeni poustvarjalec je imel preko 70 samostojnih koncertov, preko 30 klavirskih spremljav na radiu Trst in Koper ter okoli 40 nastopov na koncerih Glasbene matice. 
Uredil je zbornik Glasbena matica v Trstu-60 letnica stanovitve (Trst, 1969) in vanj napisal zgodovinsko razpravo Razmah glasbene dejavnosti med Slovenci na Tržaškem in Goriškem. 